# ГЕС Юрумірім
ГЕС Юрумірім (порт. Barragem de Jurumirim) – гідроелектростанція на сході Бразилії у штаті Сан-Паулу. Знаходячись перед ГЕС Піражу, становить верхній ступінь каскаду на річці Паранапанема, лівій притоці Парани.
В межах проекту річку перекрили комбінованою бетонною та земляною греблею висотою 55 метрів та довжиною 854 метри (в т.ч. 420 метрів бетонна частина), на яку витратили 200 тис м3 бетону та 230 тис м3 ґрунту. Ця споруда утримує водосховище з площею поверхні 449 км2 та об’ємом 7,7 млрд м3 (корисний об’єм 3,2 млрд млн м3), в якому можливе коливання рівня поверхні між позначками 559,7 та 568 метрів НРМ (максимальний рівень на випадок повені дещо більший – 569,5 метра НРМ, а площа водойми зростає до 471 км2). Накопичення ресурсу у водосховищі Jurumirim відіграє важливу роль для роботи всього розташованого нижче по течії каскаду.
Пригреблевий машинний зал обладнали двома турбінами типу Каплан потужністю по 48,9 МВт, що працюють при напорі 36 метрів.